# Citharichthys
Genre
Citharichthys est un genre de poissons plats de la famille des Paralichthyidae.

## Liste des espèces
Selon World Register of Marine Species (6 janvier 2025) :
- Citharichthys abbotti Dawson, 1969
- Citharichthys amblybregmatus Gutherz & Blackman, 1970
- Citharichthys arctifrons Goode, 1880
- Citharichthys arenaceus Evermann & Marsh, 1900
- Citharichthys cornutus (Günther, 1880)
- Citharichthys darwini Victor & Wellington, 2013
- Citharichthys dinoceros Goode & Bean, 1886
- Citharichthys fragilis Gilbert, 1890
- Citharichthys gilberti Jenkins & Evermann, 1889
- Citharichthys gnathus Hoshino & Amaoka, 1999
- Citharichthys gordae Beebe & Tee-Van, 1938
- Citharichthys gymnorhinus Gutherz & Blackman, 1970
- Citharichthys macrops Dresel, 1885
- Citharichthys mariajorisae van der Heiden & Mussot-Pérez, 1995
- Citharichthys minutus Cervigón, 1982
- Citharichthys platophrys Gilbert, 1891
- Citharichthys sordidus (Girard, 1854)
- Citharichthys spilopterus Günther, 1862
- Citharichthys stampflii (Steindachner, 1894)
- Citharichthys stigmaeus Jordan & Gilbert, 1882
- Citharichthys surinamensis (Bloch & Schneider, 1801)
- Citharichthys uhleri Jordan, 1889
- Citharichthys valdezi Cervigón, 1986
- Citharichthys xanthostigma Gilbert, 1890

## Systématique
Le nom valide complet (avec auteur) de ce taxon est Citharichthys Bleeker, 1862,.
Citharichthys a pour synonymes :
- Citarichthys
- Cithanichthys
- Citharichtthys

### Étymologie
Le nom générique, Citharichthys, composé du genre Citharus et du grec ancien ἰχθύς (ikhthús), « poisson », est censé faire référence à la similarité de ces deux genres.

### Publication originale
- (fr + la) P. Bleeker, « Sur quelques genres de la famille des Pleuronectoïdes », Verslagen en mededeelingen der Koninklijke Akademie van Wetenschappen, vol. 13,‎ 1862, p. 422-429 (lire en ligne).